# Réseau de Gand
Le réseau de Gand est un ancien réseau de tramway de la Société nationale des chemins de fer vicinaux (SNCV), le réseau rayonnait autour de la ville de Gand.

## Histoire
Au début il existait des lignes ferroviaires reliant le centre-ville aux communes de banlieue et plus précisément à Rabot, à Heirnis, à Sterre et à Zuid. Deux lignes étaient cédées à ETG et les autres à la société anonyme des Tramways urbains et vicinaux (TUB).

### Groupe de Rabot
Le groupe de Rabot, situé à l'ouest de la ville, comprenait trois lignes :
- Gand - Zomergem - Ursel
- Gand - Evergem - Bassevelde
- Gand - Drongen - Nevele - Ruiselede

### Groupe de Heirnis
L'origine de ce réseau était à Heirnis, près de Dampoort, à l'est de la ville. Il comprenait trois lignes :
- Gand - Zaffelare
- Gand - Wetteren - Hamme
- Gand - Lochristi

### Groupe Sud
Deux lignes se développaient au sud de Gand :
- Gand - Merelbeke
- Gand - Grammont

### Électrification des lignes
Toutes les lignes ferroviaires à proximité et autour de Gand, excepté celle vers Grammont et celle vers Merelbeke déjà électrifiée dans le début des années 1930. Toutes les lignes se dirigeaient vers la Gare de Gand-Saint-Pierre. Ainsi le premier réseau de tramways électriques est-il lancé.
- N Gare de Gand-Saint-Pierre – Bijlokenhof – Rooigemlaan – Drongen Baarle – Nevele
- S Gare de Gand-Saint-Pierre – Bijlokenhof – Rabot – Lovendegem – Zomergem Église
- E Gare de Gand-Saint-Pierre – Bijlokenhof – Rabot – Wondelgem – Evergem dorp
- O Gare de Gand-Saint-Pierre – St Lievenspoort – Dampoort – St Amandsberg – Oostakker Lourdes – Oostakker dorp
- L Gare de Gand-Saint-Pierre – St Lievenspoort – Dampoort – St Amandsberg – Lochristi
- W Gare de Gand-Saint-Pierre – St Lievenspoort – Dampoort – Destelbergen - Heusden - Wetteren
- M Gare de Gand-Sud – St Lievenspoort – Ledeberg – Merelbeke Église (circule déjà depuis 1901)

Il existait aussi certaines routes courtes et quelques lignes qui n'avaient pas été électrifiées ont continué à fonctionner à traction à vapeur. Souvent les voyageurs devaient changer des lignes en gare de Gand-Saint-Pierre, cependant aux heures de pointe il y a eu des services directs vers le centre-ville. Or, les trains interurbains utilisaient le réseau urbain de Gand. Pour le transport de marchandises une ligne électrifiée a été posée entre Rabot et Dampoort le long de Muide.
| Infrastructure |                                                               |
|                | Dépôt, installation technique ou voyageurs (stations, gares). |
|                | Emprise en site indépendant.                                  |
|                | Voie de service ou de fret.                                   |
| Lignes         |                                                               |
|                | Ligne de la SNCV.                                             |
| 15(18)         | Ligne (service partiel, prolongé ou variante)                 |

Plan des lignes au 1er janvier 1950 :
- E (électrique) Gand Saint-Pierre - Evergem Station ;
  - 375 Evergem Station - Bassevelde Gare (section non électrifiée de la précédente) ;
- L (électrique) Gand Saint-Pierre - Lochristi Dépôt
- M (électrique) Gand Sud - Merelbeke Église
- N (électrique) Gand Saint-Pierre - Nevele Dépôt
  - 377 Nevele Dépôt - Tielt Gare (section non électrifiée de la précédente)
- O (électrique) Gand Saint-Pierre - Oostakker Village
  - 374 Oostakker Village - Lokeren Gare (section non électrifiée de la précédente)
- W (électrique)  Gand Saint-Pierre - Wetteren Gare
  - 387 Wetteren Kapellendries - Hamme Gare (section non électrifiée de la précédente)
- Z (électrique) Gand Saint-Pierre - Zomergem Église
- 376 (autonome)  Gand Saint-Pierre - Grammont Gare

Les indices en italique sont à titre indicatif.

### Suppression
La première ligne à être déposée à Gand en 6 mai 1954, est la ligne non-électrifiée vers Grammont entre Gand et Merelbeke.
Les lignes électriques sont progressivement fermées entre 1955 et 1959 :
- 30 avril 1955 : ligne M (Merelbeke)
- 28 septembre 1957 : lignes O (Oostakker), L (Lochristi)
- 27 septembre 1958 : ligne W (Wetteren)
- 30 mai 1959 : lignes Z (Zomergem), E (Evergem), N (Nevele)

Les lignes de fret Rabot – Muide – Dampoort et Dampoort – Slachthuis sont également fermées en 29 décembre 1958.

## Lignes
- E Gand - Evergem ⚡ ;
- L Gand - Lochristi ⚡ ;
- M Gand - Merelbeke ⚡ ;
- N Gand - Nevele ⚡ ;
- O Gand - Oostakker ⚡ ;
- W Gand - Wetteren ⚡ ;
- Z Gand - Zomergem ⚡ ;
- 374 Oostakker - Lokeren ;
- 375 Evergem - Bassevelde ;
- 377 Nevele - Tielt ;
- 376 Gand - Grammont ;
- 387 Wetteren - Hamme.

## Infrastructure

### Dépôts
Le réseau utilisait plusieurs dépôts.
| Illustration | Nom          | Commune      | Localisation                | Remarques                           |
| ------------ | ------------ | ------------ | --------------------------- | ----------------------------------- |
|              | Destelbergen | Destelbergen | 51° 03′ 13″ N, 3° 45′ 54″ E |                                     |
|              | Heirnis      | Gand         |                             | Seul dépôt dans la ville.           |
|              | Herzele      | Herzele      | 50° 52′ 58″ N, 3° 53′ 28″ E |                                     |
|              | Mariakerke   | Mariakerke   | 51° 04′ 17″ N, 3° 41′ 31″ E | Utilisé pour les lignes de l'ouest. |
|              | Merelbeke    | Merelbeke    | 50° 59′ 44″ N, 3° 44′ 50″ E | Terminus de la ligne M.             |
|              | Lochristi    | Lochristi    | 51° 06′ 01″ N, 3° 50′ 47″ E | Terminus de la ligne L.             |
|              | Nevele       | Nevele       | 51° 02′ 00″ N, 3° 32′ 39″ E | Terminus de la ligne N.             |

## Matériel roulant

### Automotrices électriques
- Type Standard ;
- Type N ;
- Type S.

### Automotrices thermiques
- Type 115 ;
- Type 234-258 ;
- Type 259-282.

### Remorques
- Type Standard.